# Ротонди, Джанфранко
Джанфранко Ротонди (итал. Gianfranco Rotondi; род. 25 июля 1960, Авеллино) — итальянский журналист и политик, министр без портфеля по актуализации программы правительства (2008—2011).

## Биография
Получил высшее юридическое образование, занимался журналистикой. Долгое время поддерживал Христианско-демократическую партию, а после её самороспуска в 1994 году вступил в Итальянскую народную партию и в том же году от неё впервые прошёл в Палату депутатов. Однако, уже в 1995 году подключился к политическому проекту Рокко Буттильоне и последовал за ним в новую партию — «Объединённые христианские демократы». В 2001 году вернулся в парламент, теперь в одномандатном округе при поддержке правоцентристов из Союза христианских демократов и демократов центра, позднее реорганизованного в Союз центра. В 2005 году возглавил новую партию «Христианские демократы за автономии», на выборах 2006 года примкнул к правоцентристской коалиции Сильвио Берлускони и был избран в Сенат.
С 8 мая 2008 по 16 ноября 2011 года являлся министром без портфеля по актуализации программы четвёртого правительства Берлускони.
В 2009 году ХДА влились в ряды объединённой партии под руководством Берлускони — Народ свободы, а сам Ротонди в январе 2009 года стал одним из трёх координаторов новорождённой политической структуры. После распада партии в 2013 году остался со сторонниками Берлускони в рядах возрождённой партии «Вперёд, Италия».
В 2015 году Ротонди основал новую партию под названием «Христианская революция», провозгласив своей задачей возвращение в политику христианских демократов. На учредительном съезде тысяча делегатов единогласно избрала его лидером.
19 декабря 2018 года Ротонди основал в Палате депутатов федерацию сторонников новой Христианско-демократической партии, причём в числе подписавших соглашение оказались секретарь возрождённой партии «Объединённые христианские демократы» Марио Тассоне, Джорджо Мерло (лидер христианско-демократического движения «Белая сеть») и секретарь исторической Христианско-демократической партии Ренато Грасси.